# The Shield – Gesetz der Gewalt
The Shield – Gesetz der Gewalt ist eine US-amerikanische Krimiserie. Die Erstausstrahlung war am 12. März 2002 auf dem Sender FX Network. Mit ihrem Inhalt und ihrer Machart kann The Shield als Fortführung erfolgreicher Vorgänger wie New York Cops – NYPD Blue, Homicide oder Third Watch – Einsatz am Limit gesehen werden, in denen es vermehrt um die realistische Darstellung polizeilicher Routinearbeit geht. Häufig wird eine Handkamera verwendet, die mitten im Geschehen ist, um dem Zuschauer eine noch realistischere Handlung zu vermitteln. Der Aufbau kommt einer Dokumentation sehr nahe. Grundsätzlich geht es um die Bekämpfung von Drogen- und Gangkriminalität, der Mord als Haupthandlung klassischer Krimiserien tritt eher in den Hintergrund.

## Inhalt
In The Shield geht es um den Alltag eines Polizeireviers in Los Angeles. Captain David Aceveda (Captain in Staffel 1–3) möchte seinen Bezirk in Los Angeles sicherer machen. Dabei ist dem Captain, der auch politische Ambitionen hegt, die Anti-Gang-Spezialeinheit Strike Team ein Dorn im Auge. Unter der Führung von Detective Vic Mackey gelingt es dieser Truppe von Spezialkräften, die Kriminalitätsrate im Bezirk spürbar zu drücken. Dabei halten sie sich selten an Vorschriften, sie bestechen, bedrohen und misshandeln Drogendealer und Gangster und unterschlagen Drogengelder.

## Fernsehausstrahlungen
Die Erstausstrahlung der Serie begann am 12. März 2002 in den Vereinigten Staaten beim US-Kabelsender FX Network. Im Herbst 2008 wurde die siebte und letzte Staffel der Serie ausgestrahlt.
Die deutschsprachige Erstausstrahlung erfolgte ab Herbst 2004 auf ProSieben. Dort erzielte die Serie nicht annähernd einen so großen Erfolg wie in den USA und wurde nach der ersten Staffel abgesetzt. Grund dafür waren die schlechten Einschaltquoten. Die ersten drei Staffeln waren beim Bezahlfernsehsender AXN zu sehen und wurden dann nach und nach auf DVD veröffentlicht. Vom 12. August bis zum 14. Oktober 2007 strahlte kabel eins erneut die erste Staffel im Free-TV aus. Wegen schlechter Quoten wurde die Ausstrahlung aber erneut nicht fortgesetzt und bereits nach neun Folgen wieder eingestellt.
Ab November 2007 wurde die vierte Staffel auf AXN ausgestrahlt. Die 13. und letzte Episode dieser Staffel wurde am Samstag, dem 26. Januar 2008 gesendet. Ab dem 2. August 2008 sendete AXN auch die fünfte Staffel. Die sechste Staffel lief vom 30. November 2009 bis 1. Februar 2010 auf AXN. Die siebte und letzte Staffel war vom 22. April bis 14. Juli 2011 auf AXN zu sehen.
Die abgebrochene Ausstrahlung der ersten Staffel auf kabel eins wurde im Januar 2012 fortgeführt, im Anschluss erhielt die Staffel zwei vom 5. bis 13. Januar 2012 ihre deutsche Free-TV-Premiere. Auch die Staffeln drei und vier sollen auf diesem Sendeplatz ihre deutschen Free-TV-Premieren erhalten.

## DVD/BD-Veröffentlichungen
In Deutschland sind alle sieben Staffeln von The Shield auf DVD erhältlich. Die erste Staffel ist ungeschnitten, die zweite und dritte Staffel wurden trotz der Kennzeichnung „Keine Jugendfreigabe“ nur gekürzt auf DVD veröffentlicht und entsprechen so nicht mehr der originalen US-Version.
Die vierte Staffel wurde am 24. Juli 2008 veröffentlicht und umfasst insgesamt 13 Episoden. Im Gegensatz zur zweiten und dritten Staffel wurde sie trotz einer FSK-16-Freigabe in Deutschland ungeschnitten veröffentlicht – nur eine kurze Rückblende zu Beginn der zehnten Episode fehlt.
Die fünfte Staffel wurde in Deutschland am 18. November 2008 veröffentlicht.
Die DVD-Box der sechsten Staffel ist in Deutschland seit dem 10. Dezember 2009 erhältlich. Die US-Version der sechsten Staffel erschien erst am 26. August 2008 und somit etwa sechs Monate nach der Veröffentlichung in Großbritannien (24. März 2008). Die Verzögerung erfolgte, da 20th Century Fox die bisherigen Veröffentlichungsrechte gegen Mitte 2008 an Sony übergeben hat. In Großbritannien wurde die DVD-Box früher veröffentlicht, da Sony hier von vornherein Rechteinhaber war. Mittlerweile sind auch die zuvor von 20th Century Fox veröffentlichten DVD-Boxen zu den Staffeln 1 bis 5 von Sony in den USA wiederveröffentlicht worden.
Die siebte und letzte Staffel ist am 21. Juli 2011 in Deutschland erschienen.
In den USA ist seit dem 3. November 2009 eine DVD-Box mit allen sieben Staffeln erhältlich. Eine vergleichbare DVD-Box erschien in Deutschland am 8. Dezember 2011 exklusiv bei Amazon.
Fast ein Jahrzehnt später ist in den USA am 18. Dezember 2018 eine Blu-ray-Disc-Box mit allen sieben Staffeln erschienen.

## Staffeln

### Staffel 1
Die erste Staffel hatte am 12. März 2002 Premiere. Captain David Aceveda möchte seinen Bezirk Farmington in Los Angeles sicherer machen. Zudem strebt er eine politische Karriere an. Dabei ist ihm das Strike Team ein Dorn im Auge, da er weiß, dass es korrupt ist, weswegen er gegen sie vorgehen will. Vic Mackey und sein Strike Team etablieren sich währenddessen in Farmington und senken die Kriminalitätsrate im Bezirk spürbar mit ihren korrupten Methoden. Als Mackey bemerkt, dass Terry Crowley, ein Mitglied seines Teams, vorhat Aceveda zu helfen, ermordet er ihn und kommt damit vorläufig durch. Des Weiteren beschäftigt sich die Staffel mit der Ausbildung von Julien Lowe unter Danny Sofer und Juliens Schwierigkeiten, seine Homosexualität zu akzeptieren. Die korrupten Tätigkeiten von Ben Gilroy, des Vorgesetzten von Aceveda, sind ebenfalls Bestandteil der ersten Staffel.

### Staffel 2
Die zweite Staffel hatte am 7. Januar 2003 Premiere. In dieser Staffel dreht es sich zum Großteil um einen neuen Drogenbaron, der den Drogenhandel im Bereich des Strike Teams behindert. Der mexikanischstämmige Drogenbaron Armadillo ist in verschiedene Verbrechen verwickelt, so tötet er z. B. den vom Strike Team eingesetzten „Stammdealer“ von Farmington und vergewaltigt ein kleines Mädchen. Mackeys Privatleben tritt in dieser Staffel stärker in den Vordergrund. Nachdem Mackeys Ex-Boss nach einer Straftat Vics Frau bedroht hat, bekommt diese Angst um ihre Familie und verlässt mit ihren Kindern Vic. In der Zwischenzeit wird das Strike Team auf einen Geldzug (LKW-Ladungen mit viel schmutzigem Geld von der armenischen Mafia) aufmerksam und sie entscheiden sich, ihn auszurauben. Die zweite Staffel endet mit der erfolgreichen Durchführung des Raubs und dem geklauten Geld.

### Staffel 3
Die dritte Staffel, welche am 9. März 2004 startete, handelt hauptsächlich von dem vom Strike Team ausgeraubten Geldzug und die Auswirkungen dieses Raubes. Wie sich herausstellt, wurden einzelne Scheine der Beute vom Finanzministerium markiert, um eigentlich die Armenier dingfest zu machen. Wenig später stellt sich heraus, dass einer der Beteiligten einen kleinen Teil der Summe (7000 $) gestohlen haben muss. Shane hat eine neue Freundin und heiratet diese im Verlauf der Staffel. Aufgrund teurer Geschenke und dem plötzlichen Auftauchen von markierten Scheinen fällt zunächst der Verdacht auf Shane. Es stellt sich allerdings heraus, dass seine Frau das Geld gestohlen hat, sodass das Strike Team in dieser Staffel größtenteils damit beschäftigt ist, das Geld sicher zu verwahren und jeglichen Verdacht abzuwehren. Zum Ende der Staffel kommt es zu immer größeren Differenzen, was damit endet, dass „Lem“ Lemanski das gestohlene Geld größtenteils eigenmächtig vernichtet. Dieser Streit führt dazu, dass sich das Strike Team in der letzten Folge auflöst. Die Gefahr durch die Armenier wird durch einen tödlichen Schuss von Vic Mackey auf den armenischen Boss gebannt. Captain David Aceveda wird vergewaltigt und sinnt auf Rache, welche damit endet, dass er einen seiner Peiniger tötet und den anderen festnimmt. Die Detectives Wagenbach und Wyms forschen lange Zeit nach einem Serienvergewaltiger, dem sogenannten „Kuschler“, der ältere Damen nötigt und ermordet.

### Staffel 4
Mit der vierten Staffel, die am 15. März 2005 ihre Premiere hatte, wird ein neuer Captain eingeführt. Monica Rawling, gespielt von Glenn Close, ersetzt Captain David Aceveda, der nun im Stadtrat sitzt. Im Polizeirevier gibt es einige Entlassungen, aber auch neue Gesichter. Das Strike Team, das sich Ende Staffel drei getrennt hat, findet Ende der vierten Staffel wieder zu sich. Das Mobbing gegen „Dutch“ erfährt gegen Ende der Staffel einen Höhepunkt der Kollegen, da Vic herausfindet, dass Dutch eine Affäre mit seiner Ex-Frau hat – das bekommt natürlich das ganze Revier mit. Die Konfiszierungspolitik, die von Captain Rawling zu Beginn der Staffel ins Leben gerufen wurde, schlägt hohe Wellen in Gemeinde und Politik. Antwon Mitchell, der den Auftrag für die Ermordung zweier Streifenpolizisten gegeben hat, geht dank des Deals mit der DEA im Austausch für Informationen gegen die Salvadorianer straffrei aus und erhält Immunität. Aceveda, der den Deal mit Antwon als Verbindungsmann eingefädelt hat, lehnt die Aufforderung von Captain Rawling und Vic Mackey für einen Rückzug der Vereinbarung ab und lässt so indirekt einen Polizistenmörder laufen, was zur Empörung der Kollegen im Revier führt. Captain Monica Rawling muss gegen Ende der Staffel den Schreibtisch räumen, da DEA und Bürgermeister dies fordern. Antwon Mitchell wird in der letzten Folge doch verhaftet; sein Deal mit der DEA platzt, weil Vic Mackey und sein nun doch wieder eingesetztes Strike Team den DEA-Hauptverdächtigen schnappen –  den wollte eigentlich die Drogenbehörde mit  Hilfe ihres Kronzeugen Mitchell verhaften. Doch Captain Rawling vereinbarte einen Deal mit der DEA: Antwon wird rechtmäßig an die Polizeibehörde ausgeliefert und soll in einem ordentlichen Prozess verurteilt werden. Dieser Deal, in Verbindung mit der in der Bevölkerung unbeliebten Konfiszierungspolitik, führt aber schließlich zu ihrer Entlassung.

### Staffel 5
Die fünfte Staffel startete am 10. Januar 2006. Sie beschäftigt sich mit der Untersuchung Lieutenant Jon Kavanaughs (gespielt von Forest Whitaker) der Ermordung von Detective Terry Crowley durch Vic Mackey und von Stadtrat David Aceveda wegen Bestechlichkeit. Dies ist die bisher größte Bedrohung für das Strike Team, welcher es jemals ausgesetzt gewesen ist. Nachdem Kavanaugh einen von Vics Informanten bearbeitet hat, wurde die Dienstaufsicht benachrichtigt, dass Lem in Besitz von Heroin ist, welches er nicht in der Asservatenkammer aufgegeben hat und bei ihm gefunden wird. Lem wird von der Dienstaufsicht verhaftet und Kavanaugh bietet ihm einen Deal an: Lem soll sich verkabeln lassen und die Wahrheit über den Mord an Terry Crowley herausfinden. Kavanaugh vermutet Vic sei am Mord beteiligt und möchte durch den Einsatz von Lem das Strike Team zu Fall bringen. Zwar lässt sich Lem auf diesen Deal ein, kann jedoch das Team über seine Verkabelung in Kenntnis setzen, sodass Kavanaugh gezielt Fehlinformationen erhält. Kavanaugh findet heraus, dass Vic beim Geldzugraub Mittäter war. Claudette bekommt am Ende der Staffel die Stelle des Captains angeboten und akzeptiert widerwillig. Die Staffel endet damit, dass Shane Vendrell seinen Freund und Team-Partner Lem mit einer Handgranate ermordet, da er fälschlicherweise der Überzeugung ist, dass Lem das Strike Team an Kavanaugh verraten würde.

### Staffel 6
Staffel 6 startete am 3. April 2007. Nachdem Detective Lemansky zum Ende von Staffel 5 von Shane getötet wurde, ist das Strike Team über den Tod von Lem sehr bestürzt. Shane überkommen Schuldgefühle, er wird leichtsinnig und hat Selbstmordgedanken. Kavanaugh verweigert es, den Fall zu den Akten zu legen und sucht Zeugen und Beweise, um gegen Vic weiter zu ermitteln. Er schreckt nicht einmal davor zurück, diesem Beweise unterzujubeln, die ihn nach einer Hausdurchsuchung schwer belasten. Des Weiteren beeinflusst er Zeugen, Falschaussagen zu machen. Dutch und Claudette jedoch decken Kavanaughs Machenschaften schließlich auf, woraufhin dieser im Gefängnis landet und Vic somit von allen Vorwürfen befreit ist. Der Chief plant dennoch, Vic in die Frührente zu schicken, wogegen dieser sich wehrt, unter anderem, weil er sich zuvor noch an Lems Mörder rächen möchte. Gegen Ende der Staffel und vorläufig der Dienstzeit von Vic, beginnt aber eine neue Bedrohung deutlich zu werden, die nach den speziellen Fähigkeiten Vics zu verlangen scheint.

### Staffel 7
Die siebte Staffel wurde vom 2. September 2008 an von FX ausgestrahlt und umfasst 14 Episoden. In dieser Staffel kommen die Machenschaften von Vic allmählich alle ans Licht. Seine Ex-Frau Corinne arbeitet mit der Polizei zusammen, da sie sich mit ihren Kindern dauerhaft Vics Einfluss entziehen möchte, was am Ende auch gelingt. Nachdem Shane durch den Einfluss von Vic und Ronnie beinahe umgebracht worden ist, versucht er ebenfalls die beiden umzubringen bzw. umbringen zu lassen. Sein Vorhaben scheitert jedoch, wodurch er in die Aufmerksamkeit der Polizei gerät. Shane entzieht sich der Verhaftung und taucht mit seiner Familie unter. Er und Mara verwickeln sich noch weiter in Verbrechen, während er versucht, Vic zu schaden und bloßzustellen. Um sich in Sicherheit vor Shanes Mitwissen zu bringen und auf den drohenden Zwangsruhestand zu reagieren, erlangt Vic einen Job bei der ICE und Immunität für alle seine Taten, belastet dabei aber auch Ronnie und Shane. Ronnie wird durch Vics Geständnisse verhaftet und Shane, der sich ohne Ausweg sieht, bringt sich und seine Familie um. Die Serie endet mit Vic an einem langweiligen Schreibtischjob, getrennt von der Familie und gehasst von den alten Kollegen bei der Polizei sowie von den neuen ICE-Kollegen. In der letzten Szene steht Vic am Fenster und hört unten auf der Straße Polizeisirenen. Er hält kurz inne, greift entschlossen zu seiner Waffe und macht sich auf zu gehen.

## Figuren

### Strike Team
- Detective Victor Samuel „Vic“ Mackey (Michael Chiklis) ist ein korrupter, aber effektiver und motivierter Polizeibeamter; im Berufsleben rechtfertigt für ihn der Zweck jedes Mittel, was ihn regelmäßig in Konflikt mit dem Gesetz bzw. den Vorschriften bringt. So stiehlt er Drogen von Dealern, schlägt und foltert Verdächtige und hat mehr als nur einen Mord begangen. Gegenüber seinem Team ist er äußerst loyal und versucht mehrmals Schaden von dessen Mitgliedern abzuwenden. Eine noch größere Rolle spielt für ihn nur seine Familie, der er ein fürsorglicher und liebevoller Vater ist. Mackeys Familienleben ist einer von vielen Handlungssträngen der Serie. Seine Ehe mit seiner Frau Corrine Mackey (Cathy Cahlin Ryan), einer Krankenschwester, leidet zunehmend sowohl unter den beruflichen Verstrickungen Vics als auch mehreren Seitensprüngen und zerbricht im Laufe der Zeit daran. Aus der Affäre mit Officer Sofer geht schließlich sogar ein uneheliches Kind hervor. Vic und seine Frau haben drei Kinder, zwei von ihnen sind autistisch. Die besonderen Bildungsbedürfnisse sind eine von vielen Stressquellen für ihn, die ihn finanziell und emotional beanspruchen. Er wird auf Grund seines zweifelhaften Rufes mehrmals zum Gegenstand interner Ermittlungen. Im Serienfinale gelingt es ihm, als verdeckter Ermittler für die Bundesbehörden gegen ein mexikanisches Kartell zu ermitteln. Im Gegenzug erhält er einen Job bei der Bundesbehörde sowie volle Immunität für sich und seine Frau. Da er im Rahmen der Immunität alle begangenen Straftaten offenlegen muss, belastet er Ronnie Gardocki schwer, woraufhin dieser verhaftet wird. Zusätzlich wenden sich auch alle von ihm ab wegen seiner Verbrechen.
- Detective Shane Vendrell (Walton Goggins) war Vic Mackeys bester Freund und Partner – schon bevor das Strike Team gegründet wurde. Im Verlauf der Serie heiratet er und bekommt mit seiner Frau Mara einen Sohn namens Jackson. Seine mitunter rassistische und unbesorgte Einstellung sowie zahlreiche fragwürdige Entscheidungen bilden eine regelmäßige Konfliktquelle im Verlauf der Serie. Nachdem das Strike Team sich auf Grund interner Streitigkeiten getrennt hat, arbeitet er zeitweise für das Sittendezernat und kooperiert mit dem Gangführer Antwon Mitchell. Da Vendrell fälschlicherweise davon ausgeht, dass das Team-Mitglied Curtis Lemansky gegenüber der Dienstaufsicht aussagen will, ermordet er ihn am Ende der fünften Staffel und vertuscht die Tat. Nachdem Mackey und Gardocki ihm auf die Spur gekommen sind, wird er von Vic aufgefordert, die Stadt zu verlassen. Vendrell beantragt anschließend seine Versetzung. Auf Grund des bevorstehenden Ruhestandes von Mackey, widerruft er diese jedoch kurze Zeit später wieder. Er beginnt eine Kooperation mit der armenischen Mafia und verrät dabei das Team. Da er Mackey und Gardocki darüber hinaus mit einer belastenden Aussage droht, planen diese ein Attentat auf ihn. Er überlebt es und versucht seinerseits Ronnie und Vic zu ermorden. Da der Plan ebenfalls fehlschlägt, ist er gezwungen mit seiner schwangeren Frau und seinem Sohn zu flüchten. Im Serienfinale tötet er schließlich seine Familie und sich selbst.
- Detective Curtis „Lem“ Lemansky (Kenny Johnson) ist ein ursprüngliches Mitglied des Strike Teams und betrachtet es als seine Familie. Aus Gewissensbissen verbrennt er einen Großteil des erbeuteten Geldes aus dem Überfall auf den Geldzug der armenischen Mafia, als die dadurch ausgelösten Streitigkeiten das Team zu entzweien drohen. Er wird in der letzten Folge der fünften Staffel von Shane Vendrell ermordet, da dieser fälschlicherweise davon ausgeht, dass Lemansky gegen das restliche Strike Team aussagen will.
- Detective Ronald „Ronnie“ Everett Gardocki (David Rees Snell) ist der Überwachungs- und Elektronikexperte. Über Ronnie ist jedoch wenig bekannt. Er hat von Zeit zu Zeit mehr und mehr bewiesen, dass er das solideste und verlässlichste Mitglied neben Vic ist, mit dem er durch dick und dünn geht und ihm loyal zur Seite steht. Die Verbrennungsnarben auf seinem Gesicht, welche er von Armadillo in der zweiten Staffel eingebrannt bekam, sind z. B. ein Beweis für seine Loyalität zum Strike Team. Ronnie wird im Serienfinale verhaftet für die Verbrechen, die er mit dem Strike Team begangen hat.
- Officer Julien Lowe (Michael Jace) ist ein dem Strike Team zugeteilter Officer, der niemals die Detective-Prüfung gemacht hat. Er ist äußerst religiös und versucht aus diesem Grund, seine Homosexualität zu unterdrücken, was ihn zeitweise stark belastet. Mit Hilfe einer so genannten Therapie seiner Kirchengemeinde gelingt es ihm vordergründig, eine Beziehung zu einer Frau aufzunehmen. Er ist ein ehrlicher Polizist mit reinem Gewissen. Seine Kritik an der Enteignungspolitik unter Captain Rawling im Verlauf der vierten Staffel bringt ihn an den Rand einer Versetzung. Im Verlauf der sechsten Staffel erhält er von dem neuen Captain Wyms das Angebot, im Strike Team zu arbeiten. Auf Grund früherer Auseinandersetzungen mit Vic Mackey zögert er zunächst. Er sagt letztendlich zu, da Mackey in die Rente gedrängt werden soll. Mit dem Ende des Strike Teams wird er wieder zum Streifendienst abkommandiert.
- Detective Kevin Hiatt (Alex O’Loughlin) ist ein erfahrener Mitarbeiter der Homeland Security und arbeitete an der Grenze zu Mexiko. Er wird in das Strike Team berufen, um Vics Nachfolge als Teamleiter anzutreten, da dieser in den Ruhestand gezwungen wurde. Obwohl Hiatt der neue Anführer ist, übt Vic Mackey weiterhin seinen Einfluss aus. Als er beginnt, sich durch Mackey kompromittieren zu lassen, und eine Affäre mit einer Streifenpolizistin aus dem Revier hat, zweifelt Captain Wyms an seiner Eignung für die Stelle und lässt ihn zurückbeordern.

### Verwaltung und Polizei
- Stadtrat David Aceveda (Benito Martinez) ist ein politisch ambitionierter Polizei-Captain des Farmington-Reviers, der im Lauf der Serie in den Stadtrat von Los Angeles gewählt wird. Aceveda ist einer von Vics Hauptrivalen. Oft haben die beiden unbehagliche Allianzen geschmiedet. Während der erfolglosen Verfolgung eines Verdächtigen wird er von diesem zum Oralverkehr gezwungen und mit der Waffe bedroht. Dieser Vorfall bringt ihn dazu, eine Vereinbarung mit Antwon Mitchell einzugehen, um Acevedas Peiniger im Gefängnis zu ermorden. Dies bringt Aceveda in eine verhängnisvolle Fehde mit dem Revier, da Antwon Mitchell den Auftrag erteilt, zwei Streifenpolizisten des Farmington-Reviers zu ermorden. Mitchell lässt sich auf einen Deal mit der DEA ein und wird gegen Ende der vierten Staffel zunächst freigelassen, wird letztlich aber doch verurteilt und muss ins Gefängnis.
- Captain Claudette Wyms (CCH Pounder) ist eine alteingesessene Ermittlerin. Claudette, die Kollegin von Dutch kann als „Stimme der Moral“ im Revier „Barn“ gesehen werden. Sie ist oft innerlich wegen Vic und seinen Taktiken zerrissen. Später in der Serie beichtet sie Dutch, dass sie seit 15 Jahren unter Lupus leide. In der fünften Staffel wird sie schließlich zum Captain vorgeschlagen. Nachdem sie nach mehreren Anläufen endlich zum Captain ernannt worden ist, will sie beweisen, dass sie fähiger ist als ihre Vorgänger. Am Ende bemerkt sie jedoch, dass der Druck enorm ist – und dass es keine leichte Aufgabe ist, das Revier und das Strike Team zu leiten.
- Detective Holland „Dutch“ Wagenbach (Jay Karnes) gilt im Revier als ein Außenseiter und unbeholfener Typ, obwohl er ein sehr erfolgreicher Detective ist. Dem Farmington-Revier zugeteilt ist „Dutch“ immer einer der ersten, der bei einem Mordfall gerufen wird, weil er auf das Profiling von Mordverbrechern, sowie Serienkillern spezialisiert ist. Zusammen mit seiner Kollegin Claudette Wyms ist er der moralische Verfechter auf dem Revier. In einer Szene konnte man „Dutch“ dabei beobachten, wie er eine Katze mit den bloßen Händen erwürgte, was vielen Zuschauern die Frage aufwirft, wer er wirklich ist. Die Beziehung zu Shane und besonders Vic ist schon zu Beginn nicht die Beste. Später verschlechtert sich diese vor allem dadurch, dass sich „Dutch“ mit Vics Frau verabredet. Seitdem Wyms Captain geworden ist, ist er ihre rechte Hand geworden.
- Sergeant Danielle „Danny“ Sofer (Catherine Dent) ist eine Streifenpolizistin, die anstrebt, Detective zu werden. Als Folge einer Schwangerschaft wurde Danny jedoch zum Schreibtischdienst eingeteilt und geht nach Geburt ihres Sohnes in Mutterschutz. Vater des Kindes ist Vic, was zu Konflikten führt, da sie das Sorgerecht nicht mit ihm teilen möchte.

## Trivia
- Franka Potente hat in der sechsten Staffel in drei Episoden eine Nebenrolle.
- Cathy Cahlin Ryan (Corrine Mackey) ist im realen Leben mit dem Serienschöpfer Shawn Ryan verheiratet und mit Michael Chiklis’ Frau Michelle befreundet.
- Autumn Chiklis (Cassidy Mackey) ist im wahren Leben die Tochter von Michael Chiklis (Vic Mackey) und spielt in der Serie die Tochter von Vic.[17] Chiklis selbst sagt, dass er ihr nie erlauben würde, die Serie anzusehen.
- Nachdem die Darsteller in der Serie zunächst die Polizeimarken – wie das bei echten Polizisten der Fall ist – auf der linken Brust getragen hatten, wurden die Marken auf Protest der LAPD hin in späteren Folgen anders gestaltet und platziert. Die Kritik bezog sich darauf, dass die Serie korrupte Polizisten zeigt.[17]
- Die Rollen von den Detectives Ronnie Gardocki und Curtis „Lem“ Lemansky waren in der ursprünglichen Serienfassung nicht vorgesehen. Die Rolle von Detective Lemansky erhielt Kenny Johnson, nachdem er eigentlich für die Rolle des Terry Crowley vorgesprochen hatte. In der Zwischenzeit wurde David Rees Snell, einem Freund vom Seriengründer Shawn Ryan, ein Angebot für die Teilnahme als Team-Mitglied im Strike Team für die Pilot-Episode angeboten. Danach wurde er ein festes Team-Mitglied, auch wenn über ihn bis heute sehr wenig bekannt ist.
- Walton Goggins und Kenneth Johnson sind im realen Leben beste Freunde.
- Die Rolle von Claudette Wyms war eigentlich als männliche Rolle geschrieben worden. Charles Wyms war der ursprüngliche Name. CCH Pounder, die Detective Claudette in der Serie spielt, las sich das Drehbuch durch und schlug den Autoren vor, dass der Charakter weiblich sein könnte, und sie willigten ein.
- Das Titellied heißt „Just Another Day“ von Vivian Ann Romero, Ernesto J. Bautista und Rodney Alejandro, laut The Shield – Music From The Streets, dem offiziellen Soundtrack. Daneben taucht Musik fast nur auf, wenn sie im Hintergrund der Szene läuft (z. B. von einem Kassettenrecorder).
- Die Serie spielt im selben Serienuniversum wie Sons of Anarchy, was man am Auftreten der Gangs „Byz-Lats“ und „One-Niners“ in beiden Serien sehen kann. Jedoch besteht kein direkter Zusammenhang, was man an den völlig anderen Nebenrollen von Michael Chiklis (LKW-Fahrer, der mehrfach Kontakt mit Jax und Gemma Teller hat) Walt Goggins (Transfrau, Prostituierte und spätere Partnerin von Tig Trager) und CCH Pounder (Staatsanwältin) bei Sons of Anarchy erkennen kann.

## Besetzung
Die Serie wurde bei der Arena Synchron in Berlin vertont. Martin Keßler schrieb die Dialogbücher und führte die Dialogregie.
| Schauspieler      | Rolle                                                                        | Synchronsprecher                                    |
| ----------------- | ---------------------------------------------------------------------------- | --------------------------------------------------- |
| Michael Chiklis   | Detective Vic Mackey (88 Episoden, 2002–2008)                                | Michael Iwannek                                     |
| Catherine Dent    | Officer Danielle „Danny“ Sofer (85 Episoden, 2002–2008)                      | Katrin Zimmermann                                   |
| Walton Goggins    | Detective Shane Vendrell (86 Episoden, 2002–2008)                            | Michael Deffert                                     |
| Michael Jace      | Officer Julien Lowe (88 Episoden, 2002–2008)                                 | Tobias Kluckert                                     |
| Kenneth Johnson   | Detective Curtis „Lemonhead“ Lemansky (65 Episoden, 2002–2007)               | Markus Pfeiffer                                     |
| Jay Karnes        | Detective Holland „Dutch“ Wagenbach (88 Episoden, 2002–2008)                 | Oliver Feld                                         |
| Benito Martinez   | Captain/Stadtrat (ab Staffel 4) David Aceveda (87 Episoden, 2002–2008)       | Peter Reinhardt                                     |
| CCH Pounder       | Detective/Captain Claudette Wyms (88 Episoden, 2002–2008)                    | Astrid Bless (1. Stimme) Regina Lemnitz (2. Stimme) |
| David Rees Snell  | Detective Ronnie Gardocki (83 Episoden, 2002–2008)                           | Rainer Doering                                      |
| Cathy Cahlin Ryan | Corrine Mackey (83 Episoden, 2002–2008)                                      |                                                     |
| John Diehl        | Assistant Chief Benjamin „Ben“ Gilroy (Staffel 1/2/4, 8 Episoden, 2002–2003) | Kaspar Eichel                                       |
| Brian J. White    | Detective Tavon Garris (Staffel 2/3/7, 11 Episoden, 2003–2008)               |                                                     |
| Chaney Kley       | Officer Asher (Staffel 4–7, 16 Episoden, 2005–2008)                          |                                                     |
| Anthony Anderson  | Antwon Mitchell (Staffel 4–6, 15 Episoden, 2005–2007)                        | Lutz Schnell                                        |
| David Marciano    | Detective Steve Billings (Staffel 4–7, 42 Episoden, 2005–2008)               |                                                     |
| Michael Peña      | Detective Armando Renta (Staffel 4, 10 Episoden, 2005)                       | Tim Sander                                          |
| Glenn Close       | Monica Rawling (Staffel 4, 13 Episoden, 2005)                                | Kerstin Sanders-Dornseif                            |
| Paula Garcés      | Officer Tina Hanlon (Staffel 5–7, 32 Episoden, 2006–2008)                    | Maria Koschny                                       |
| Forest Whitaker   | Lt. Jon Kavanaugh (Staffel 5–6, 13 Episoden, 2006–2007)                      | Tobias Meister                                      |
| Laurie Holden     | Agent Olivia Murray (Staffel 7, 13 Episoden)                                 | Christin Marquitan                                  |

## Rezeption
The Shield wird von Kritikern vor allem für die Realität und die detailreiche Darstellung der Gangs in Los Angeles gelobt. James Poniewozik von Time-Magazin wählte die Serie auf Platz 8 der besten zehn Serien des Jahres 2007. Die letzte Staffel bekam einen AFI Award als beste TV-Serie.

### Auszeichnungen
Primetime Emmy Awards
- 2002: Award for Outstanding Lead Actor in a Drama Series (Michael Chiklis)

Golden Globe Awards
- 2003: Award for Best Drama Series
- 2003: Award for Best Actor in a Drama Series (Michael Chiklis)

Satellite Awards
- 2002: Award for Best Actress in a Drama Series (CCH Pounder)
- 2003: Award for Best Drama Series
- 2003: Award for Best Actor in a Drama Series (Michael Chiklis)
- 2003: Award for Best Actress in a Drama Series (CCH Pounder)

## Videospiel
Anfang 2007 kam zu der TV-Serie auch ein Videospiel auf den Markt, in dem man als Detective Vic Mackey Verbrecher jagt. Der Spieler hat eine große Handlungsfreiheit und kann somit selbst entscheiden, ob er gut oder böse handelt. Das Spiel erhielt von der USK keine Freigabe und ist daher nie in Deutschland erschienen, aber in Österreich erhältlich. Das Spiel erschien für den PC und die Sony PlayStation 2.